# Igor Držík
Igor Držík (* 10. duben 1982, Ilava) je slovenský fotbalista a dlouholetý hráč MFK Dubnica. V klubu se postupně propracoval na pozici kapitána, ale v prosinci 2009 mu vypršela smlouva. 
Jaro odehrál v druholigovém Senci a po sezóně odešel do Česka. Na začátku sezóny 2011/12 se dohodl s FC Nitra na ročním hostování a později na hostování se Sencem.